# Amikwa
Amikwa (Amikouas) /od amik =dabar; beaver People; Dabrov narod. Prema njihovom vjerovanju oni potječu od divovskog dabra/, Algonquian pleme koje Francuzi u 17. stojeću nalaze na sjevernoj obali jezera Huron, nasuprot otoka Manitoulin, odnosno na French riveru. Francuski pisac Bacqueville de la Potherie (u Hist. Am. Sept,. 1753) kaže da su oni i Nipissingi živjeli nekoć na obalama jezera Nipissing sve do neke epidemije koja je poharala cijeli kraj. Ostatke su raspršili Irokezi. Neki pobjegoše u sela Francuza, drugi na obale Superiora i Green Bay u Michigan. Godine 1740. njihovi se ostaci povlače na otok Manitoulin. 

## Tekst naslova
- Amikwa Indian Tribe History